# 후지 필름 마에역
후지 필름 마에 역(일본어: 富士フイルム前駅→후지필름앞역)은 일본 가나가와현 미나미아시가라시에 있는 이즈하코네 철도 다이유잔 선의 역이다.

## 역 구조
단선 승강장 1면 1선의 지상역이다. 동서로 철길의 지나면서 남쪽에 승강장이 있고, 승강장의 다이유잔 방향에서 남쪽으로 내려가는 계단까지 역사로 갈 수 있다. 역사는 1층이고 역 내부에는 자동 매표기와 승차표 발행기가 하나씩 설치되어 있는 것 외, 대합실이 있다. 역사 출입구는 서쪽에 열려 있고 역사의 남쪽에는 시계탑을 가진 공중 화장실이 설치되어 있다. 무인역(아침 저녁 출퇴근 시간에만 유인 개찰)이다.

## 역 주변
역전을 가리 강의 지류인 가이자와 강이 흐르고 이카타바 다리가 놓여져 있다. 이카타바 다리를 건너 역전 길을 남쪽으로 향하면 100m 정도로 현도 74호선의 가노 교차로가 나온다. 지방 도로와 교차한 뒤에도 더 남쪽으로 향하면 오이즈미카와라 다리로 가리 강을 건너간 뒤 후지필름 가나가와 공장 아시가라 사이트에 갈 수 있다. 또, 역 주변에는 미나미아시가라 시립 무코다 초등학교(동북쪽으로 500m 정도), 우키이즈미노 연못, 고쿠라쿠지가 있다. 역 주변에는 주택지와 상업지가 확산되어 있다.
- 오다와라 백화점 미나미아시가라점

## 역사
- 1956년 8월 13일: 영업 개시.
- 1992년 3월: 자동 매표기 설치.

## 인접역
| 이즈하코네 철도 ■ 다이유잔 선 | 이즈하코네 철도 ■ 다이유잔 선 | 이즈하코네 철도 ■ 다이유잔 선 |
| ----------------------------- | ----------------------------- | ----------------------------- |
| ID10 와다가하라 오다와라 방면 |                               | 다이유잔 ID12 다이유잔 방면   |